# کانوش (یوتا)
کانوش (به انگلیسی: Kanosh) شهری در ایالت یوتا کشور ایالات متحده آمریکا است که جمعیت آن در سرشماری سال ۲۰۱۰ میلادی، ۴۷۴ نفر بوده‌است.